# Guillaume Guizot
Pour les articles homonymes, voir Guizot.
Guillaume Guizot (11 janvier 1833 à Paris - 23 novembre 1892 dans sa propriété de Rocheferrand, commune de Saint-Siffret, près d'Uzès) est un juriste, traducteur, professeur de lettres et haut fonctionnaire français de la seconde moitié du XIXe siècle.

## Biographie

### Origines familiales
Guillaume Maurice Guizot naît le 11 janvier 1833 à Paris. Il est le fils de François Guizot, ministre sous la monarchie de Juillet, et de sa seconde épouse Élisa Dillon, femme de lettres qui meurt quelques semaines après sa naissance de fièvre puerpérale.
Par son père, il descend de la bourgeoisie cévenole aisée et calviniste:14, liée aux camisards et dont les membres risquent leur vie dans les assemblées du Désert:172. Son grand-père André Guizot, avocat partisan des Girondins, est guillotiné à Nîmes le 8 avril 1794, à l'âge de 27 ans:15, laissant Elisabeth Sophie Bonicel veuve avec deux jeunes enfants à charge, son père et son oncle Jean-Jacques. Son arrière-grand-père Jean Guizot est pasteur au Désert.
Par sa mère, il descend de l'aristocratie militaire et financière du XVIIIe siècle, libérale, déiste et très fortunée jusqu'à la Révolution. Sa grand-mère Henriette de Meulan, sœur de la femme de lettres Pauline de Meulan, première épouse de François Guizot, se remarie avec Jean-Marie de Vaines, préfet en disponibilité et père de son oncle, le peintre Maurice de Vaines. Son grand-père Jacques de la Croix Dillon est un ingénieur d'origine irlandaise et l'un des constructeurs du pont des Arts à Paris:178. Ses arrières-grands-parents sont le comte Charles de Meulan, conseiller du roi puis receveur général des finances de la généralité de Paris et Marguerite de Saint-Chamans, issue de la vieille noblesse périgourdine.
Ses sœurs aînées sont Henriette, née le 6 août 1829 et Pauline, née le 22 juin 1831.

### Une relation difficile au père
Deux mois après sa naissance, son père écrit à Pauline Decourt, sœur d'Elisa : « J'ai eu un bien mauvais temps sur ce pauvre petit garçon. Je ne pouvais m'accoutumer à sa vue ; et cependant j'étais très combattu par la pensée de tout ce qu'il était, de tout ce qu'il eût été pour elle, du désir passionné avec lequel elle l'avait attendu. […] Le combat a cessé ; je sens que je l'aimerai comme elle l'eût aimé »:201.
François Guizot fils, fils brillant chéri de François Guizot et de sa première épouse Pauline de Meulan ayant réussi le concours de Polytechnique et se préparant à la magistrature, meurt de pleurésie le 15 février 1837 à l'âge de 22 ans:26;191. Ce double deuil pèse durablement sur l'affection portée par l'homme d’État à son fils survivant. En octobre 1837, son père écrit à Laure de Gasparin : « Mon bon petit Guillaume est mon enfant ; mais ce n'est pas mon fils. Et qui sait s'il le sera jamais ? ». En juillet 1840, son père écrit à sa grand-mère Bonicel : « Dieu m'avait donné, dans mon cher François, de quoi satisfaire toute mon ambition paternelle. Il me l'a retiré. Je suis devenu, sans savoir pourquoi, infiniment moins ambitieux pour ce pauvre petit Guillaume. […] Gardez ceci pour vous. Je ne voudrais pas causer à cette douce créature la moindre impression pénible »:201-202.
Le 29 octobre 1840, alors que Guillaume à 7 ans, son père devient ministre des Affaires étrangères, un poste qu'il occupe jusqu'au 23 février 1848. Guillaume, enfant sensible, souffre de l'absence de son père qui pourtant consacre le peu de temps libre dont il dispose à ses enfants:202, passionné qu'il est par les questions d'éducation et notamment par les méthodes pédagogiques novatrices de Johann Heinrich Pestalozzi inspirées de l'Émile de Rousseau qu'il diffuse dans le périodique Annales de l'Education entre 1811 et 1814 avec sa première épouse. Ce père qui a perdu en quelques années ses deux épouses, son frère Jean-Jacques, son fils et deux belles-sœurs s'inquiète particulièrement de la santé de ses enfants : « Comment ne pas trembler, la santé est un si grand mystère. Que se passe-t-il dans ce sanctuaire impénétrable de la vie ? ». Il convoque fréquemment les médecins Louis Béhier rue de La Ville-l'Evêque, Hue de Lisieux au Val-Richer, voire Gabriel Andral, gendre de Pierre-Paul Royer-Collard et successeur de François Broussais. Il organise les deux bains mensuels, encourage le régime au lait d'ânesse, insiste sur l'importance de la propreté de la chevelure et d'une alimentation consistante. Il écrit à sa mère depuis son ambassade à Londres en 1840 : « Plus j'y regarde, plus je demeure convaincu que la force, évidemment supérieure, des Anglais, tient à l'excellente viande dont ils se nourrissent habituellement » et réclame qu'aux enfants, on « [donne] de bonnes pièces de boeuf, de veau et de mouton. C'est presque toujours ce qu'ils aiment le mieux. Les petits ragoûts ne sont pas du goût du Nord comme du Midi ». François Guizot encourage l'activité physique : « Du loisir, du mouvement, de la liberté, c'est là ce qu'il faut soigner pour eux. Il n'y a point de liberté pour les enfants s'ils ne sont pas un peu seuls, livrés à eux-mêmes. L'intervention, la simple présence d'une grande personne, même dans leurs plaisirs, leur enlève quelquefois ce laisser-aller, cette verve qui leur sont très bons ». L'enfance des enfants Guizot est heureuse : « Le bonheur de mes enfants fait plaisir à voir. Ils n'ont pas assez de jambes, pas assez de voix pour y suffire »:195-196.

Henriette recopie pour son père à Londres le poème écrit par le garçon de 7 ans :
« Que ne suis-je en Normandie,
Cette deuxième patrie,
Avec mes deux amies,
Mes sœurs chéries,
Ainsi que mon bon père,

Et ma bonne grand-mère »:202.
En 1860, à 27 ans, Guillaume écrit à sa sœur Henriette : « Je ne me console pas de n'avoir pas connu ma mère, et surtout de l'avoir tuée. […] Ma vie ne vaut pas cette vie qu'elle vous a coûté à tous. Depuis deux ans, ce regret qui a presque pris l'âpreté d'un remords va croissant en moi ». Son anniversaire, qui est aussi aux yeux de sa famille celui de la mort d'Elisa, n'est pas fêté. Le 10 janvier 1863, il reçoit ces mots de son père : « Tu as trente ans demain. Quelle joie ! Et pour aboutir à quelle douleur ! Devant de tels troubles de l'âme, il n'y a que le silence »:214.

### Des études brillantes
Dès l'âge de 13 ans, Guillaume remporte des prix au grands concours (ou concours généraux). François Guizot écrit à la princesse de Lieven au sujet du dîner du grand concours en août 1846 chez le ministre de l'Instruction publique Narcisse-Achille de Salvandy : « J'ai eu hier, au milieu de cette jeune foule, tous les triomphes possibles de la popularité, en entrant, en sortant, au nom de mon fils »:202.
Il étudie au collège de Bourbon (aujourd'hui lycée Condorcet), où il se lie à Hippolyte Taine, à Anatole Prévost-Paradol et à Cornélis de Witt avec lequel il partage les leçons particulières de Camille Rousset, jeune professeur d'histoire. À partir de 1846, Cornélis et son frère Conrad de Witt fréquentent l'appartement du ministère des Affaires étrangères boulevard des Capucines où résident les Guizot et où ils rencontrent Henriette et Pauline:198-199.
A 15 ans, ses études sont brièvement interrompues par la Révolution française de 1848, qui contraint les Guizot à l'exil à Londres. Son père lui sert de répétiteur : « Je tâcherai de remplacer le collège pour mon fils. Je rapprendrai ce qu'il a à apprendre. Nous avons déjà recommencé à lire ensemble Tacite et Thucydide ». Le 5 octobre, Pauline écrit au peintre Ary Scheffer, ami de la famille : « [mon père] s'occupe beaucoup de Guillaume, qui devient pour lui un véritable ami ; je crois qu'il ne lui dirait plus comme il le faisait quelque temps après la mort de François : ''Oh mon petit, tu es trop petit''. Il y avait là-dedans bien des choses ; mais j'espère que chaque jour davantage mon frère sera pour son père ce qu'était ce fils qui est parti ». Le 11 octobre 1849, à 16 ans, Guillaume écrit à son père : « Il me semble que je ne fais pas ce que je devrais faire, et alors je suis inquiet de ce que tu voudrais me voir faire. Je voudrais t'être plus utile, servir plus à ton bonheur et à ton repos. […] Je n'ai jamais osé te parler de mon pauvre frère François ; mais je sais combien de tendresse, de confiance pour le présent pour l'avenir tu avais placé en lui. Ce n'est pas sa place que je voudrais prendre : le cœur, n'est-ce pas ? n'a pas besoin de chasser un sentiment pour en admettre un autre ». A cette lettre, le père répond cinq jours plus tard : « Ta lettre de jeudi m'a été au cœur. […] J'aime ton frère François comme s'il était toujours là, et je t'aime, toi, comme si tu avais toujours été mon seul fils. Je te dirai combien il était excellent et charmant, et pourquoi je fondais sur lui tant d'espérances. Ce sera toi, mon cher enfant, qui seras chargé de les réaliser. J'y compte, et je t'y aiderai en te donnant, en toute occasion, mes sincères avertissements et conseils ». Selon son père, Guillaume est d'un « naturel aimable », a « l'esprit distingué » et a « très bon coeur »:202-204.
Guillaume est de retour à Paris en 1849. Très à l'aise en langues anciennes et modernes, il brille en classes de première et de rhétorique. Il poursuit ensuite des études de droit, qui l'ennuient:205, dans les premières années du Second Empire et sort titulaire d'une licence en 1857:204.

### Une jeunesse frivole
Le 18 mars 1850, sa sœur Henriette épouse son ami Conrad de Witt. Le 18 mai 1850, c'est Pauline qui épouse quant à elle Cornélis de Witt.
Guillaume mène une vie de gandin, consacrant une grande partie de son temps aux femmes, aux cigares et aux jeux de hasard. Il sort dîner au Café de Foy avec ses amis Arthur de Boissieu, Victor Figarol, Cerfberr, Desportes, Nau de Champlouis, Arsène Houssaye, Eugène Pelletan, l'éditeur Michel Lévy. Il fait la fête avec des actrices, notamment Rachel Félix:204.
François Guizot déplore que son fils « ne [fasse] à peu près rien, et surtout sans suite ». Il écrit à Henriette du Val-Richer le 18 octobre 1851 : « Cornélis m'a donné hier des détails qui me donnent lieu de croire que tes appréhensions ne sont pas sans fondement ; je vais tâcher de faire, d'ici, quelque chose pour qu'il ne s'engage pas dans quelque grand tort et grand embarras ». A Paris, il fait presque tous les jours à son fils une conférence pour « extirper les mauvais germes de la mauvaise philosophie » auxquels il serait exposé et introduire dans son esprit « l'harmonie entre la pensée enseignée et la pensée libre ». Malheureusement, l'exhortation paternelle semble sans effet : « je ne suis pas sûr qu'elle soit aussi efficace que je le voudrais ». En décembre 1856, Guillaume écrit à un camarade : « Je suis ma politique de rester souvent à la maison jusqu'à 8 heures et demie du soir. J'y trouve mon compte, étant plus libre que jamais. On me demande plus où je vais ni ce que je fais. Le saurait-on ? »:204-205. François Guizot déplore le peu de lettres que Guillaume lui écrit. Ainsi le 12 mars 1856, Guillaume s'en défend : « Je t'ai toujours trouvé le plus indulgent, le plus facile, le plus libéral que j'aie jamais vu. Mais cela ne m'empêche pas de savoir que tu as, à part toi et pour ton propre compte, des idées très sévères, des principes très arrêtés, des règles invariables. […] Je t'aurais parlé de bien des choses, n'était la crainte que mon père n'en parlât à M. Guizot ». Le 3 novembre 1858, le père insiste : « Mets-toi à l'œuvre, à tes œuvres diverses. Ne perds point de temps ; ne retombe dans aucune ornière ; ne change pas, à tout moment, de chemin »:206.

### Un mariage tardif et inespéré
Un premier projet d'union, à propos duquel on ne sait rien, n'aboutit pas:207.
A la fin de l'année 1851, un mariage est envisagé avec Amélie Hottinguer, fille du baron protestant Henri Hottinguer, chef de la banque Hottinguer & Cie et régent de la Banque de France, et de Stéphanie Delessert, fille du banquier lui aussi protestant et député sous la monarchie de Juillet François Delessert, régent et président de la Caisse d'épargne de Paris, et nièce des banquiers Benjamin et Gabriel Delessert. Amélie et Guillaume se connaissent depuis l'adolescence, se baignent ensemble à Trouville. La perspective réjouit François Guizot : « Il faut qu'il plaise à Amélie de plus en plus et se fasse de plus en plus estimer de ses parents ». Début mars 1852, la grand-mère d'Amélie, Julie Delessert, rend visite à Pauline de Witt et s'inquiète de la familiarité entre Amélie et Guillaume. François Guizot rend visite à Henri Hottinguer deux jours plus tard rue Bergère : « Mon fils est trop bien élevé pour ne pas savoir ce qui convient, et, je tiens beaucoup à vous le dire moi-même pour lui, il n'a jamais fait que répondre aux bontés que Mme Hottinguer, Mme Delessert et tous les vôtres lui ont témoignées ». Le baron lui répond que le jeune âge de Guillaume, qui n'a alors que 18 ans, empêche toute union. Pour consoler son fils, François l'envoie à Rome auprès d'Henriette et Conrad de Witt auxquels il a également offert le voyage après la mort à 4 mois de leur première fille le 25 septembre 1851:207.
Pendant plusieurs années, il n'est plus question de mariage dont, d'ailleurs, il se soucie « comme d'un fêtu ». Fin 1856, il constate : « Je crois que ma famille y renonce. Mon père ne m'a point induit dans la conversation définitive à laquelle je m'attendais. Sans doute il trouve que Pauline peuple assez »:207.
En 1856, Guillaume débute une liaison « coupable et dangereuse » avec une certaine Elizabeth : « je n'avais jusque-là aucune idée de ce que peuvent être ni l'amour ni le plaisir ni le bonheur ». À cause de la pression de sa famille, il rompt en juillet 1858. Sa sœur Pauline lui dit : « Tu es mon seul chagrin ». À son ami Victor Figarol, il écrit : « Est-ce qu'on doit à sa famille de prendre son bonheur à soi là où elle le rêve pour vous, et non là où on le trouve ? […] Comme c'est dur, un devoir qui prend la forme d'une mauvaise action ! ». Un enfant mort né pourrait être né de cette union, comme le suppose Laurent Theis à la lecture d'une lettre à Cornélis de Witt:207-208.
En 1859, la famille envisage Mathilde d'Haussonville, petite-fille de Victor de Broglie, Julia Dassier, fille d'un banquier protestant établi dans les compagnies de chemin de fer et d'assurances, la demoiselle bordelaise Poupillier, deux nièces jumelles du député Edouard Roger du Nord:208.
Le 17 janvier 1860, une rencontre est organisée à Nîmes entre Guillaume et Gabrielle Verdier de Flaux, née le 23 juillet 1839 et issue d'une riche famille nîmoise liée aux Guizot : sa sœur aînée Berthe est mariée à Emile Abric, fils d'un camarade de François Guizot à Genève, sa mère Louise-Philippine est issue d'une dynastie de négociants de la soie. Il la décrit à sa famille : « Elle est grande, elle a une belle tournure, la figure est agréable et distinguée, elle n'a qu'à gagner au mariage et à l'âge, ses yeux me plaisent, sa chevelure est forte, l'air intelligent et aisé, bonnes manières ». Le 26 avril 1860, Guillaume épouse Gabrielle au grand temple de Nîmes, mariage célébré par le pasteur Jean Monod. La dot est de 500 000 francs, la succession doit atteindre un million. Il écrit à Victor Figarol : « Toutes les femmes qui rendent leurs maris heureux sont pour moi comme les prêtres d'une religion à laquelle je viendrais de me convertir ». Gabrielle est proche de son beau-père, avec lequel elle entretient une correspondance soutenue. Guillaume écrit des vers à son épouse mais ne parvient pas à s'attacher ses beaux-parents. Le 31 décembre 1861, François écrit : « J'ai eu une longue conversation avec Guillaume. Je lui ai tout dit, au moins comme conseils, et il a tout accepté. Il n'oppose point de résistance à la vérité et au bien. Il a l'esprit aussi juste que fin et le cœur excellent. Tout irait bien s'il savait résister à la tentation ou au déplaisir. Se laisser aller à ce qui lui plaît et la promptitude à éluder, n'importe comment, ce qui lui déplaît, son mal est là. Je ne vois rien de grave entre Gabrielle et lui, sinon que leurs natures sont très différentes »:208-209. Le couple n'a pas d'enfants.

### Homme de lettres et professeur

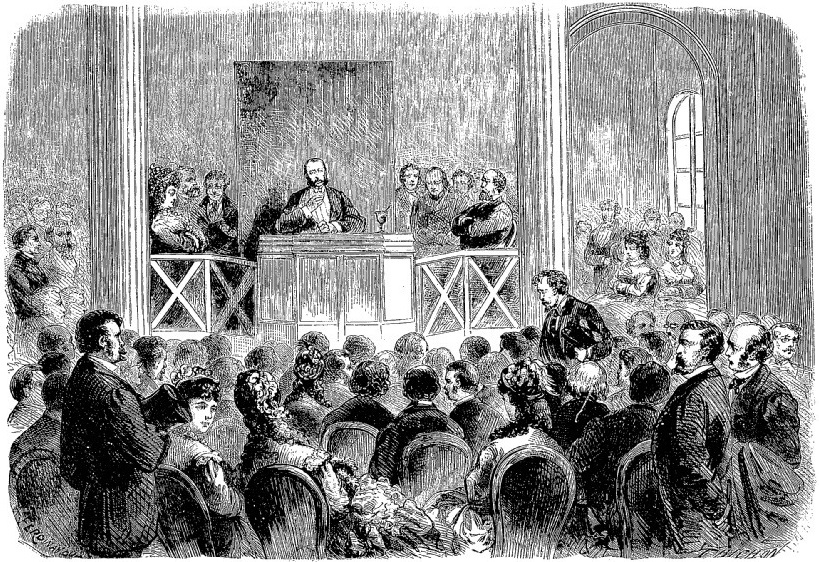
"Ouverture du cours de M. Guillaume Guizot au Collège de France", L'Univers illustré, n°927, 28 décembre 1872.

En 1853, son étude sur la comédie de Ménandre est couronnée par l'Académie française, saluée par Charles de Rémusat et publiée deux ans plus tard. En 1856, il publie l'essai Alfred le Grand, ou l'Angleterre sous les Anglo-Saxons, édité par la Bibliothèque des chemins de fer de Louis Hachette:205.
Guillaume est avant tout passionné de littérature. Il admire Gustave Flaubert et apprécie particulièrement Madame Bovary paru en 1857. La même année, il est l'un des premiers dédicataires des Fleurs du mal de Charles Baudelaire. Le 13 mars 1861, il assiste à la première de Tannhaüser de Richard Wagner:205. Il fait paraître chez son ami Michel Lévy sa traduction des Essais de Thomas Macaulay, un historien britannique rencontré lors de l'exil londonien:210.
Au premier trimestre de l'année 1866, Louis de Loménie, gendre de Charles Lenormant, ami de son père, le choisit comme remplaçant pour assurer son cours de langue et littérature françaises modernes au Collège de France. Gabrielle prévient son beau-père que la veille de sa première leçon le 4 janvier, Guillaume n'a presque rien préparé. Le 1er février 1866, les frères Goncourt écrivent dans leur Journal : « L'opposition des Ecoles a applaudi, l'autre jour, le cours du jeune Guizot »:210.
Guillaume entreprend une thèse sur Montaigne qui lui permettrait d'enseigner à la Sorbonne. Saint-Marc Girardin et Victor Duruy, amis universitaires de François Guizot, soutiennent le fils dans son entreprise. Ses recherches traînent, comme le déplore son père : « Je viens de lui parler aussi affectueusement que franchement. Il ne se défend pas du tout. Il est triste et abattu. Moi, je suis triste. Pour plus d'une raison. J'ai peur que mon pauvre fils n'ait des ennuis intérieurs ». Guillaume abandonne la thèse et devient suppléant titulaire au Collège de France. Il commente Montaigne et correspond avec George Sand sur les rapports entre ce dernier et Jean-Jacques Rousseau:213.
En février 1874, il obtient la chaire de Langues et littératures d'origine germanique de la prestigieuse institution, après la mort de Philarète Chasles. Ses cours, très suivis, sont surtout consacrés à la littérature anglaise.

### Le scandale des dettes de jeu et l'emprunt à Napoléon III
En juillet 1857, Guillaume se rend à Hombourg, capitale européenne du jeu:205.
Le 26 janvier 1866, Gabrielle alerte son beau-père sur les dettes de son mari dans une lettre à laquelle il répond : « Je suis ému jusqu'au fond du coeur ; aussi ému que triste. Si je pouvais faire tout ce que vous désirez, ce serait fait tout de suite ; mais je ne puis suffire à tout. Je demande à Guillaume de vous dire tout ce que j'ai déjà fait deux fois, pour lui, en pareille épreuve. […] Certainement, il faut que toutes les dettes soient payées. C'est le seul moyen de faire disparaître sans retour toutes les calomnies, toutes les suppositions folles et hostiles ». Peut-être ne veut-il pas croire à la démarche de Guillaume envers Napoléon III voire l'ignore-t-il complètement. Le 6 avril 1865, le dramaturge bonapartiste Camille Doucet, directeur de l'administration des théâtres impériaux, connaissance de François Guizot fils depuis ses études en droit, proche de Jules Béhier, médecin de la famille, est élu à l'Académie française. François Guizot est accusé de trafic académique, comme les frères Goncourt écrivent dans leur Journal le 1er février 1866 : « J'ai appris […] qu'après une grosse perte au jeu, [Guillaume Guizot] avait reçu de l'empereur, de la main à la main, 60 000 francs. C'est Doucet qui a été le maquereau de la négociation, moyennant quoi il est arrivé, par la voix de Guizot et de ses amis, à l'Académie ». Avant les Goncourt, Xavier Marmier écrit dans son Journal fin 1864 : « Monsieur Guizot publie ses Mémoires pour payer ceux de son fils ». Le 18 mars 1866, François Guizot se rend au palais des Tuileries présenter à l'empereur les nouveaux académiciens Doucet et l'orléaniste Anatole Prévost-Paradol. François Guizot avance à son fils 37 000 francs sur les 52 000 francs de dettes avouées, grâce en partie à l'indemnisation pour expropriation d'une maison rue Mauconseil tenue de son frère Jean-Jacques. La tante Alida Temminck des frères de Witt aide également à atteindre la somme. François soutient sa belle-fille marquée par l'évènement : « Elle est triste et abattue. Nous nous sommes trouvés seuls un moment ; elle m'a provoqué affectueusement et en pleurant. Elle est triste parce qu'elle n'est plus inquiète. Elle a besoin d'être encouragée et soutenue »:210-212.
En 1874 et sans doute à l'initiative de l'impératrice Eugénie, la libéralité de l'empereur est opportunément divulguée au grand public par les bonapartistes plus de trois ans après la chute de l'Empire, lors d'une polémique opposant Émile Ollivier à Guizot père. Ce dernier entame alors une procédure judiciaire et vend à Henri Greffulhe pour 120 000 francs le tableau de Bartolomé Esteban Murillo donné en 1846 par la reine Isabelle d'Espagne, afin de libérer sa famille de cette dette compromettante, avec les intérêts. Eugénie refuse tout remboursement. François Guizot meurt le 12 septembre 1874 à l'âge de 86 ans:213-214.
Des arriérés de dettes ressurgissent avec le banquier bordelais Wustemberg:212.

### De vaines tentatives politiques

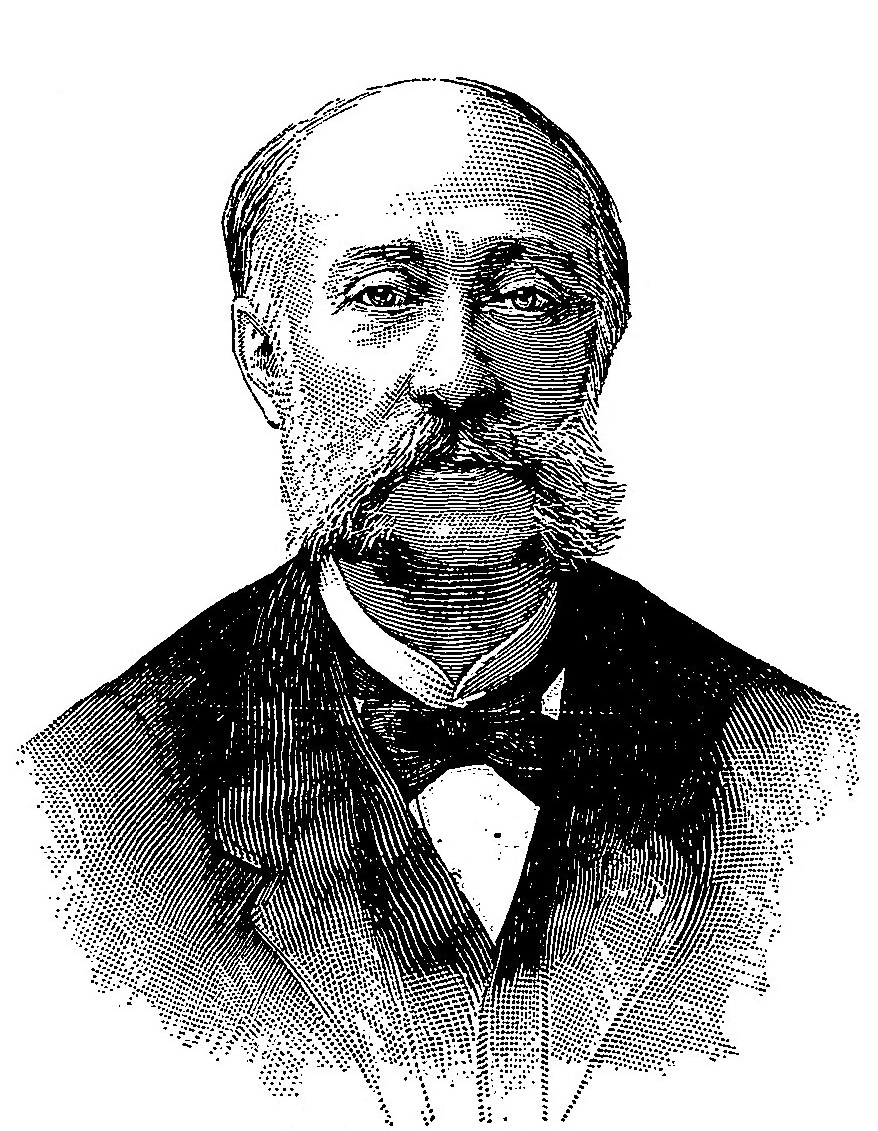
Guillaume Guizot à la fin de sa vie (gravure de 1892).

Poussé par son père, Guillaume Guizot tente vainement une carrière politique, notamment en acceptant d'envisager, dès 1864, une candidature au conseil général du Gard. Malgré plusieurs tentatives dans l'arrondissement du Vigan, le canton de Pont-Saint-Esprit et le canton d'Uzès, il n'est jamais élu (certaines nécrologies des journaux de 1892 font erreur en le présentant comme le maire de Connaux, ce mandat étant alors détenu depuis près de trente ans par François-Louis Maurensac) et son activité politique se borne à afficher ses opinions orléanistes, notamment en cosignant un manifeste en faveur de la liste monarchiste du Gard lors des élections législatives de 1885.

### Carrière dans l'administration
Son père, qui s'est rapproché du pouvoir sous l'Empire libéral, obtient d'Emile Olliver que Guillaume soit nommé le 12 avril 1870 sous-directeur de la division des Cultes non catholiques au ministère de la Justice et des Cultes:213.
En juillet 1871, il refuse un poste d'ambassadeur à Athènes promis par Adolphe Thiers et Jules Favre et justifie sa décision à son père : « Dans la diplomatie, en ce moment-ci, il y a plus de difficultés et d'échecs à prévoir que de succès à se promettre ou même de services à rendre », « Il n'y a pas que la diplomatie ». Peut-être craint-il qu'on révèle sa démarche auprès de Napoléon III au moyen d'une ou deux lettres de reconnaissance conservées de 1865:213.
Il est maintenu dans ses fonctions et promu chef de division par la jeune Troisième République, encore dominée par les orléanistes. À ce titre, il a préparé le décret autorisant la publication de la Déclaration de foi de l'Église réformée de France de 1872. Nommé chevalier de la Légion d'honneur en récompense de ses services, il est finalement remplacé par Eugène Hepp en mai 1880. Après cette décennie passée dans l'administration, il poursuit son engagement en faveur de ses coreligionnaires au sein du Conseil central des Églises réformées, dont il est le secrétaire pendant une vingtaine d'années.

### Mort
En 1868, le médecin de famille Jules Béhier l'examine et note : « Il y a une excitation et en même temps une faiblesse nerveuse qui tiennent à la fumerie excessive, à l'irrégularité du régime, aux mauvais habitudes »:212.
Souffrant du cancer des fumeurs, il doit être remplacé au Collège de France par Arthur Chuquet. Guillaume Guizot meurt le 23 novembre 1892 à l'âge de cinquante-neuf ans sans avoir achevé son étude sur Agrippa d'Aubigné. Une partie de ses recherches sur Montaigne sont publiées en 1899, 7 ans après sa mort, par Auguste Salles sous le titre Montaigne, études et fragments chez Hachette, avec une préface d'Emile Faguet:213.

## Distinctions
- Chevalier de la Légion d'honneur (9 décembre 1876).

## Publications
- Ménandre, étude historique et littéraire sur la comédie et la société grecques, Paris, Didier, 1855, 457 p.
- Alfred le Grand, ou l'Angleterre sous les Anglo-saxons, Paris, Hachette, 1856, 224 p.
- Thomas Babington Macaulay, Essais historiques et biographiques et Essais politiques et philosophiques, 6 volumes, Paris, Michel Lévy frères, 1860-1882.
- Étude sur Vauvenargues, Nîmes, 1864, 12 p.
- Montaigne : études et fragments, œuvre posthume publiée par les soins de M. Auguste Salles, préface d'Émile Faguet, Paris, Hachette, 1899.